# Alé Vallée
Alé Vallée fou un partit polític d'ideologia socialdemòcrata actiu a la Vall d'Aosta, format per una escissió local del Partit Socialista Italià. El seu cap és Enrico Bich.
A les eleccions regionals de la Vall d'Aosta de 2003 va obtenir el 4,7% dels vots (en una llista amb els Socialistes Democràtics Italians i Populars UDEUR), i no assolí cap escó al Consell de la Vall. Posteriorment va assolir entrar al consistori municipal d'Aosta i finalment decidí ingressar al Partit Democràtic.
L'octubre de 2007 Enrico Bich fou candidat al càrrec de secretari regional del PD, però fou derrotat (62,5% contra 37.5%) per Raimondo Donzel, un sindicalista amb suport dels Demòcrates d'Esquerres.